# Аэропорт имени Свами Вивекананда
Аэропорт имени Свами Вивекананда (англ. Svāmī Vivekānanda Havāī Aḍḍā) (ИАТА: RPR, ИКАО: VERP) — аэропорт в Индии, обслуживающий город Райпур, штат Чхаттисгарх. Это 28-й по загруженности аэропорт в Индии. В 2006 году прирост пассажиропотока был увеличен на 82 %. В 2012 году аэропорт был назван в честь индийского святого Свами Вивекананда. Аэропорт обслуживает авиакомпании Air India, Jet Airways, Indigo.

## Новый терминал
Новый интегрированный терминал площадью 18500 м². был построен совместным предприятием Era Infra Engineering и КМБ из Украины по цене ₹ 136 рупий (20 миллионов долларов США). Он был открыт 7 ноября 2012 года президентом Мукерджи. Новый терминал имеет 2 аэро-мостов, 20 стоек регистрации, багажные машины, 2 рентгена, 3 контрольно-пропускных пункта и 3 конвейерных ленты для багажа. Здание предназначено для обработки 700 пассажиров. 
В настоящее время аэропорт модернизируется под международный для полётов в Ближний Восток и Юго-Восточную Азию.

## Авиакомпании и направления
| Авиакомпания | Направления                                                             |
| ------------ | ----------------------------------------------------------------------- |
| Air India    | Нью-Дели, Бхопал, Пуна                                                  |
| Indigo Air   | Калькутта, Гоа, Нью-Дели, Бангалор, Патна, Гувахати, Ченнаи, Хайдарабад |
| Jet Airways  | Мумбаи, Бхопал                                                          |